# 舒沙雷站
舒沙雷站（羅馬化：Shushary）是聖彼得堡地鐵伏龍芝-海濱線興建的的車站，在2019年10月3日啟用，由國際站延長至此站。
原初計劃站名為「南站」，該名有時還用作官方溝通。
舒沙雷站建於伏龍芝區聖彼得堡環形路外。站名來自舒沙雷居民區。